# Marlierea laevigata
Marlierea laevigata är en myrtenväxtart som först beskrevs av Dc., och fick sitt nu gällande namn av Hjalmar Frederik Christian Kiaerskov. Marlierea laevigata ingår i släktet Marlierea och familjen myrtenväxter. Inga underarter finns listade i Catalogue of Life.